# BC Geographical Names
Os Nomes Geográficos da Colúmbia Britânica (em inglês:  BC Geographical Names, antigo Sistema de Informação de Nomes Geográficos da Colúmbia Britânica ou BCGNIS) é um serviço web de nomes geográficos e banco de dados para Colúmbia Britânica, no Canadá, que é gerido e mantido pelo Base Mapping and Geomatic Services Branch of the Integrated Land Management Bureau. O banco de dados contém nomes e grafias oficiais das cidades, montanhas, rios, lagos e outros lugares geográficos. O banco de dados, muitas vezes tem outras informações úteis, como a história de nomes geográficos, e seu uso na história.

## Ligação externa
- BC Geographical Names